# Adolf Fick
Adolf Eugen Fick (Kassel, 4 settembre 1829 – Blankenberge, 21 agosto 1901) è stato un fisiologo e biofisico tedesco.
A lui sono accreditate l'invenzione del tonometro, strumento per la misura della pressione intraoculare, e la formulazione delle leggi sulla diffusione, note appunto come leggi di Fick.
Al nipote, Adolf Gaston Eugen Fick, è attribuita l'invenzione delle lenti a contatto.